# Przyborów (województwo dolnośląskie)
Przyborów – wieś w Polsce położona w województwie dolnośląskim, w powiecie wołowskim, w gminie Wińsko. Przed 1945 niem. Waldheim, wcześniej Przybor.

## Podział administracyjny
W latach 1975–1998 miejscowość położona była w województwie wrocławskim.

## Nazwa
Nazwa pochodzi od staropolskiej nazwy lasu iglastego – boru. Heinrich Adamy w swoim dziele o nazwach miejscowości na Śląsku wydanym w 1888 roku we Wrocławiu wymienia jako najstarszą zanotowaną nazwę miejscowości Przybor podając jej znaczenie "Dorf vor dem Walde" czyli po polsku "Wieś przy lesie". Nazwa wywodzić się może również od staropolskiego imienia męskiego Przybora.

## Zabytki
Do wojewódzkiego rejestru zabytków wpisany jest:
- zespół pałacowy:
  - pałac; barokowy, został wzniesiony w drugiej połowy XVIII w. Piętrową rezydencję zbudowano na planie prostokąta i nakryto mansardowym dachem z lukarnami. Elewację frontową zdobi dwupiętrowy ryzalit zwieńczony półokrągłym tympanonem z kartuszem herbowym właścicieli. Nad wejściem głównym znajduje się taras wsparty na ceglanych kolumnach. W części ogrodowej do elewacji dostawiono półokrągły pawilon z tarasem na wysokości pierwszego piętra. Majątek wraz z pałacem należał m.in. do rodu von Engelmann[6]. Pałac przebudowany został w 1915 r.
  - dwór, z końca XVII w., XVIII w., XIX w.
  - park, z XVIII w., w początku XX w. ze stawem otacza pałac[6].